# World of Spectrum
World of Spectrum es un sitio web dedicado a la catalogación y archivo de material para el ordenador doméstico Sinclair ZX Spectrum, popular en la década de 1980, ha sido aprobado oficialmente por Amstrad que posee el copyright de la marca ZX Spectrum.  Fue iniciado por Martijn van der Heide en 1995 como un sitio web dedicado a juegos de Spectrum, para pasar a hospedar cualquier cosa que tuviera que ver con el ZX Spectrum.
El sitio contiene una extensa base de datos de información sobre juegos, utilidades, libros, hardware, revistas, anuncios y compañías.   En diciembre de 2005 Retro Gamer escribió "World of Spectrum es no sólo el mejor site sobre el Speccy en la Web, sino además la mejor fuente de recursos de RetroInformática."  De las FAQ: "WoS es el mayor y más popular archivo de material relacionado con el Spectrum."  Desde noviembre de 2008, el catálogo incluye 19.000 títulos de software, 750 elementos de hardware, 1250 libros y más de 350.000 referencias, que se puede acceder mediante un motor de búsqueda personalizado; Sinclair Infoseek.  La colección de revistas relacionadas con el Spectrum incluye CRASH y Sinclair User, ambos escaneados página por página.
Uno de los objetivos del sitio web es obtener el permiso de distribución de titulares de copyright del software que mantienen en sus archivos, y ha recibido cientos de permisos hasta la fecha. En 2003 la Interactive Digital Software Association presentó una denuncia contra el sitio por infracción de copyright, pero más tarde se retractó.
En agosto de 2013, van der Heide, comentó a los más veteranos del equipo que se iba a casar y se tomaba un año sabático. Posteriormente lo anunció de forma oficial en la página de actualizaciones del sitio el 15 de septiembre de 2013. A partir de entonces, se dejó de actualizar y se dudó sobre el futuro de la comunidad. Inicialmente se creía que van der Heide anunciaría oficialmente su vuelta, el 30 de noviembre de 2013 - decimoctavo cumpleaños de World of Spectrum, pero tal anuncio no fue hecho.
Las actualizaciones del sitio comenzaron de nuevo el 1 de enero de 2014, pero solo hubo otra más, el 5 de enero.
Un nuevo proyecto está intentando tomar el relevo de WoS: ZXDB es una base datos de código abierto, con todo el contenido de WoS, y accesible desde Spectrum Computing.